# لوئیک باریر
لوئیک باریر (به فرانسوی: Loïc Barrière) نویسنده و روزنامه‌نگار قرن بیستم میلادی اهل فرانسه است.